# ولستان
ولستان هي قرية في مقاطعة ميانة، إيران. عدد سكان هذه القرية هو 37 في سنة 2006.